# Chinobrium vesculum
Chinobrium vesculum är en skalbaggsart som först beskrevs av Holzschuh 1986.  Chinobrium vesculum ingår i släktet Chinobrium och familjen långhorningar.
Artens utbredningsområde är Sri Lanka. Inga underarter finns listade i Catalogue of Life.